# Шольц, Коринна
Кори́нна Шольц (нем. Corinna Scholz; род. 1 августа 1989, Бернбойрен, Бавария) — немецкая кёрлингистка.
В составе женской сборной Германии участник зимних Олимпийских играх 2010 года; участник пяти чемпионатов мира(чемпионы в 2010, пяти чемпионатов Европы (чемпионы в 2009). Многократная чемпионка Германии среди женщин. В составе женской юниорской сборной Германии участник юниорского чемпионата мира, участник двух первенств Европы по кёрлингу среди юниоров (чемпионы в 2010). Чемпионка Германии среди юниоров.
В «классическом» кёрлинге (команда из четырёх человек одного пола) играла в основном на позициях второго и третьего.

## Достижения
- Чемпионат мира по кёрлингу среди женщин: золото (2010).
- Чемпионат Европы по кёрлингу: золото (2009).
- Чемпионат Германии по кёрлингу среди женщин: золото (2010, 2011, 2012, 2013, 2014), бронза (2015).
- Чемпионат Германии по кёрлингу среди юниоров: золото (2006, 2009).
- Почётный приз Всемирной федерации кёрлинга Frances Brodie Award: 2013.

## Команды
| Сезон   | Четвёртый         | Третий           | Второй            | Первый            | Запасной                                                           | Турниры                                           |
| ------- | ----------------- | ---------------- | ----------------- | ----------------- | ------------------------------------------------------------------ | ------------------------------------------------- |
| 2003—04 | Фредерике Темплин | Коринна Шольц    | Мартина Линдер    | Leah Andrews      | Adriana Andrews тренер: Геза Ангрик                                | ЧМЮ-Б 2004 (5 место)                              |
| 2006—07 | Коринна Шольц     | Мартина Линдер   | Leah Andrews      | Ангелина Террай   | тренер: Даниэла Йенч                                               | ПЕКЮ 2007 (4 место)                               |
| 2006—07 | Даниэла Йенч      | Коринна Шольц    | Мартина Линдер    | Марика Треттин    | Leah Andrews                                                       |                                                   |
| 2009—10 | Андреа Шёпп       | Мелани Робиллард | Моника Вагнер     | Коринна Шольц     | Стелла Хайсс тренер: Райнер Шёпп                                   | ЧЕ 2009                                           |
| 2009—10 | Мартина Линдер    | Коринна Шольц    | Leah Andrews      | Ангелина Террай   | Зина Хильтенсбергер тренер: Геза Ангрик (ЧМЮ)                      | ПЕКЮ 2010 · ЧМЮ 2010 (9 место)                    |
| 2009—10 | Андреа Шёпп       | Моника Вагнер    | Мелани Робиллард  | Стелла Хайсс      | Коринна Шольц тренеры: Райнер Шёпп (ЧМ, ЗОИ), Оливер Аксник (ЗОИ)  | ЗОИ 2010 (6 место) · ЧМ 2010                      |
| 2010—11 | Андреа Шёпп       | Имоген Леман     | Моника Вагнер     | Стелла Хайсс      | Коринна Шольц тренер: Райнер Шёпп                                  | ЧЕ 2010 (7 место)                                 |
| 2010—11 | Андреа Шёпп       | Имоген Леман     | Коринна Шольц     | Моника Вагнер     | Стелла Хайсс тренер: Штефан Карнусян                               | ЧГЖ 2011 · ЧМ 2011 (8 место)                      |
| 2011—12 | Андреа Шёпп       | Имоген Леман     | Коринна Шольц     | Стелла Хайсс      | Моника Вагнер тренер: Райнер Шёпп                                  | ЧЕ 2011 (5 место)                                 |
| 2011—12 | Имоген Леман      | Мелани Робиллард | Коринна Шольц     | Стелла Хайсс      | Моника Вагнер (ЧМ) тренер: Томас Липс (ЧМ)                         | ЧГЖ 2012 · ЧМ 2012 (7 место)                      |
| 2012—13 | Андреа Шёпп       | Имоген Леман     | Коринна Шольц     | Стелла Хайсс      | Николь Мускатевиц тренеры: Райнер Шёпп (ЧЕ, ЧМ) Мартин Байзер (ЧЕ) | ЧЕ 2012 (7 место) · ЧГЖ 2013 · ЧМ 2013 (11 место) |
| 2013—14 | Андреа Шёпп       | Имоген Леман     | Коринна Шольц     | Стелла Хайсс      | Николь Мускатевиц тренер: Райнер Шёпп                              | ЧЕ 2013 (8 место)                                 |
| 2013—14 | Имоген Леман      | Коринна Шольц    | Николь Мускатевиц | Стелла Хайсс      | Клаудия Беер (ЧМ) тренер: Хольгер Хёне                             | ЧГЖ 2014 · ЧМ 2014 (8 место)                      |
| 2014—15 | Имоген Леман      | Коринна Шольц    | Стелла Хайсс      | Николь Мускатевиц |                                                                    | ЧГЖ 2015                                          |

(скипы выделены полужирным шрифтом)